# Tadeusz Ważewski
Tadeusz Ważewski   (Horishnia Vignanka (Txortkiv), 24 de setembre de 1896 - Rabka-Zdrój, 5 de setembre de 1972) va ser un matemàtic polonès.

## Vida i Obra
Tot i haver nascut a Czortków (avui Txorkiv, Ucraïna), va ser escolaritzat a les viles poloneses de Przemyśl, Mielec (1906-1911) i Tarnów (1911-1914). A partir de 1914 i fins a 1920 va estudiar a la facultat de filosofia de la universitat Jagellònica de Cracòvia, especialitzant-se en matemàtiques sota la influència de Stanisław Zaremba. De 1921 a 1923 va estar a la universitat de París on va obtenir el doctorat amb una tesi defensada devant un tribunal format per Émile Borel, Arnaud Denjoy i Paul Montel.
El 1927 va ser nomenat professor de la universitat Jagellònica, en la qual va romandre la resta de la seva vida. Al començament de la Segona Guerra Mundial, va ser un dels professors arrestats el novembre de 1939 durant la Sonderaktion Krakau: després de passar dos anys al camp de concentració de Sachsenhausen va retornar a Cracòvia on va estar donant classes clandestines fins al final de la guerra, ja que els nazis havien clausurat la universitat.
Ważewski va fer importants aportacions a la teoria de les equacions diferencials parcials i ordinàries, a la teoria del control i a la teoria dels espais analítics. Va ser l'introductor del concepte de retracció topològica que permet obtenir resultats dels sistemes d'equacions diferencials.